# Roupala

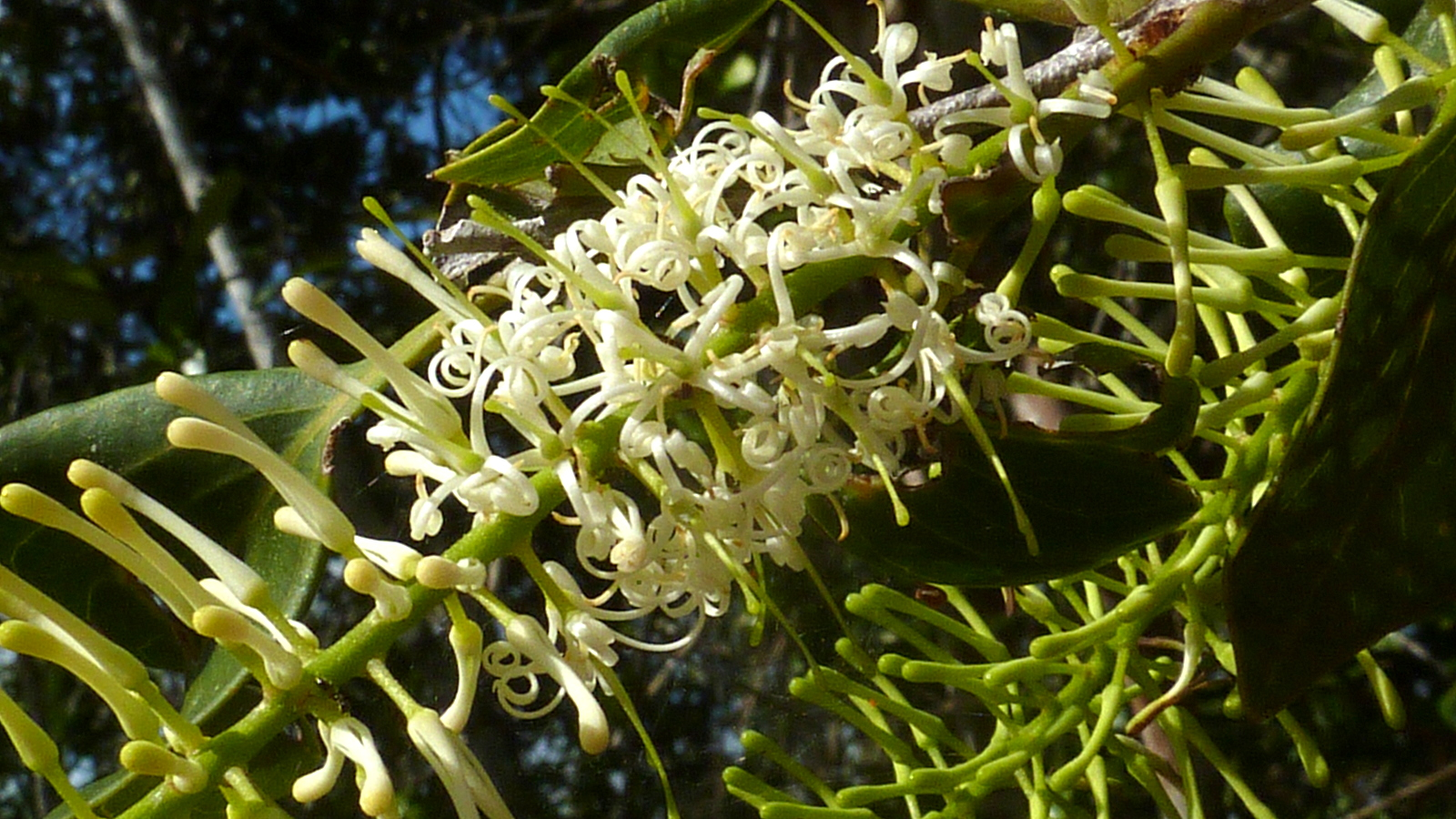
Kwiatostan Roupala montana

Roupala Aubl. – rodzaj roślin z rodziny srebrnikowatych (Proteaceae). Obejmuje co najmniej 39 gatunków występujących naturalnie w Ameryce Środkowej i Południowej.

## Systematyka
Pozycja i podział rodziny według Angiosperm Phylogeny Website (aktualizowany system APG III z 2009)
Rodzaj z rodziny srebrnikowatych stanowiącej grupę siostrzaną dla platanowatych, wraz z którymi wchodzą w skład rzędu srebrnikowców, stanowiącego jedną ze starszych linii rozwojowych dwuliściennych właściwych. W obrębie rodziny rodzaj stanowi klad bazalny w plemieniu Roupalinae L.A.S. Johnson & B.G. Briggs, 1975. Plemię to klasyfikowane jest do podrodziny Grevilleoideae Engl., 1892.
Wykaz gatunków
| - Roupala asplenioides Sleumer - Roupala barnettiae Dorr - Roupala brachybotrys I.M.Johnst. - Roupala caparoensis Sleumer - Roupala cataractarum Sleumer - Roupala consimilis Mez - Roupala cordifolia Kunth - Roupala dielsii J.F. Macbr. - Roupala ferruginea Kunth - Roupala filiflora K.S. Edwards & Prance - Roupala glaberrima Pittier - Roupala jelskii Diels ex Sleumer - Roupala longepetiolata Pohl - Roupala loranthoides Meisn. - Roupala lucens Meisn. - Roupala meisneri Sleumer - Roupala mexicana K.S. Edwards & Prance - Roupala minima Steyerm. - Roupala monosperma (Ruiz & Pav.) I.M.Johnst. - Roupala montana Aubl. | - Roupala nitida Rudge - Roupala nonscripta K.S. Edwards & Prance - Roupala obtusata Klotzsch - Roupala pachypoda Cuatrec. - Roupala pallida K. Schum. - Roupala paulensis Sleumer - Roupala percoriacea A.H. Gentry - Roupala plinervia Cornejo & Bonifaz - Roupala pseudocordata Pittier - Roupala psilocarpa K.S. Edwards & Prance - Roupala schulzii Mennega - Roupala sculpta Sleumer - Roupala sessiliflora J. F. Morales - Roupala sororopana Steyerm. - Roupala sphenophyllum Diels ex Sleumer - Roupala spicata Baehni - Roupala steinbachii Sleumer - Roupala suaveolens Klotzsch - Roupala thomesiana Moric. |